# Lasioglossum warburtoni
Lasioglossum warburtoni är en biart som först beskrevs av Cockerell 1906.  Lasioglossum warburtoni ingår i släktet smalbin, och familjen vägbin. Inga underarter finns listade i Catalogue of Life.